# Kurmangazi Sagirbajev
Kurmangazi Sagirbajev (kazahstansko Құрманғазы Сағырбайұлы, Qurmanǵazy Saǵyrbaıuly; 1823–1896) je bil kazahstanski skladatelj, instrumentalist (kobiz, dombra) in ljudski umetnik. Rodil se je leta 1818 v Horde Bukey (danes okrožje Zhanakala, zahodno kazahstanska regija). Pokopan je v Astrahanu regiji Spodnja Volga v današnji Ruski federaciji.

## Življenje in delo
Rodil se je leta 1818 ali 1823 v Bukejevski Hordi (danes okrožje Bokejordinski v regiji Zahodni Kazahstan) v družini revnih Sagirbaev. Že od zgodnjega otroštva se je ukvarjal z igranjem dombre. Dečkove zgodnje nagnjenosti h glasbi ni odobraval njegov oče. Kurmangazijeva mati Alke, svetle osebnosti in močne volje, je nasprotno delila ljubezensko moč svojega sina in ga podpirala. Kurmangazija so v starosti 6 let na silo poslali med pastirje. V rodni vasi je z navdušenjem poslušal gostujoče kjuši (Kjuši (kaz. Күйші) - dobesedno pomeni 'izvajalec kjujev'. Glasbenik, ki igra dombro, kobiz in sibizgi.), med katerimi je izstopal kjuši Uzak, ki je pri mladem Kurmangaziju opazil posebno zanimanje za glasbo in mu napovedoval veliko prihodnost. Pri svojih 18 letih je zapustil rodno vas in začne živeti življenje potujočega kjuša. Še naprej je razvija svoje veščine in se učil pri tako znanih igralcih dombre, kot so Baizhuma, Balamajsan, Bajbakti, Jeszhan in Šerkeš . Kurmangazi je sodeloval na tekmovanjih z Uzakom in je napredoval v vrste uglednih dombristov.
Bil je očividec ljudske vstaje kazahstanske Bukejeve horde (1836–1838) pod vodstvom Isataja Taimanova (kazaško Исатай Тайманұлы, Isataı Taımanuly; 1791 – 12. julij 1838) in Makhambeta Utemisova (kazaško Махамбет Өтемісұлы, Mahambet Ótemisuly; 1804 – 1846) proti kanu Dzangerju. Eden prvih kjujev Kiškentai ('Mali') je bil posvečen ljudski vstaji. Zaradi odkritih kritik bogatih so ga preganjali. Kurmangazi Sagirbajev je bil večkrat zaprt, kljub temu pa nikoli ni odnehal. V zaporu je bil v Uralsku v Orenburgu; obstajajo dokazi, da je moral sedeti v zaporu v Irkutsku. Ko je preživel potepanja, žalitve in preganjanje kot kjušija, je ustvaril kjuj Alatau in Sarjarka, ki odseva globoke misli ljudi o neodvisnosti in svobodi, ljubezni do svoje zemlje.
Kurmangazi je bil seznanjen s predstavniki ruske progresivne kulture - filologi, zgodovinarji, etnografi, ki so zbirali gradivo o kazahstanski glasbi, glasbenikih in ljudskih glasbilih. Kurmangazijev sodobnik, uralski novinar in pesnik Nikita Savičev je v časopisu Uralsky Vedomosti Vedomosti zapisal: »Sagirbajev je redka glasbena duša in če bi dobil evropsko izobrazbo, bi bil zvezda prve razsežnosti v glasbenem svetu ...« Kjuj Laushen je Kurmangazi posvetil ruskemu prijatelju, ki mu je pomagal v težkih trenutkih življenja. Njegova prijazna čustva se odražajo tudi v kjuj Mačine, Perovski Marč in drugih.
Leta 1862 se je Kurmangazi končno srečal z rojakom, še enim velikim kjušijem Dauletkerejem. Oba vrhunska dombrista sta opazno vplivala drug na drugega. Dauletkerejev kjuj Bulbul je Kurmangazi vključil v svoj repertoar.
Vrhunec Kurmangazijeve ustvarjalnosti je Sary-Arka, kjuj napolnjen s svetlobnimi tonalitetami, ki prikazuje sliko prostranstva kazahstanske stepe. Njegovi učenci in privrženci so skrbno osvojili in razvijali posebne tehnike Kurmangazijeve igre, ki je v mnogih pogledih predstavljala razvoj glasbe tistega časa. Med njimi so bili Makhambet Utemisov, Dina Nurpeisova, Ergali Jeszhanov in drugi.
Leta 1880 se je Kurmangazi naselil v mestu Sakhma pri Astrahanu. Z izkušnjami je med ljudmi postal globoko cenjen, okoli sebe je zbiral naslednike uprizoritvenih umetnosti - to so Dina Nurpeisova, Ergali Eszhanov, Mamen, M. Suleimenov. Dombraisti, ki so bili v tistem času splošno znani - Kokbala, Menetaj, Menkara, Sugurali, Torgajbaj, Šora - so se prav tako šteli za Kurmangazijeve učence.
Umrl je leta 1889 ali 1896, pokopan je bil v vasi Altinzhar v sedanjem Volodarskem okrožju ruske regije Astrahan. Danes je pokopan v mavzoleju v Astrahanu, kjer je v njegovo čast tudi konjeniški kip.
Do danes je ohranjenih 60 Kurmangazijevih kjuj.

## Zapuščina
Podoba Sagirbajeva je bila leta 1993 upodobljena na bankovcu 5 kazahstanskih tengov in leta 1998 na kazahstanski znamki.
Kazahstanski nacionalni konservatorij je uradno poimenovan po Sagirbajevu.
Leta 2005 je v Kazahstanu izšla zbirka 3 zgoščenk ustanovitelja ljudskega glasbenega instrumenta Kurmangazija. Vseh 74 kjuj se izvaja na dombri.